# Bene Roelfs Ekkens

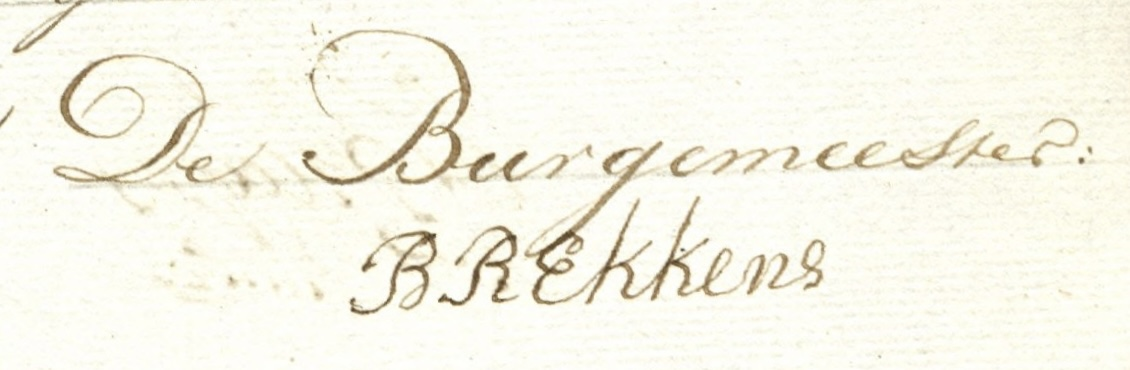
Handtekening van burgemeester Ekkens in het geboorteregister van 1838

Bene Roelfs Ekkens (Leens, gedoopt 7 december 1766 - Eenrum, 28 augustus 1842) was een Nederlands bestuurder. Hij was van 1826 tot zijn overlijden in 1842 burgemeester van Eenrum en was daarnaast landvoogd namens de Hervormde gemeente van die plaats. Alvorens Ekkens burgemeester werd was hij werkzaam als landbouwer. 